# Hanno Beck (Geograph)
Hanno Beck (* 13. September 1923 in Eschwege; † 20. September 2018 ebenda) war ein deutscher Historiker. Er war Professor für Geschichte der Naturwissenschaften, besonders der Geographie, an der Universität Bonn. Er wirkte als Biograph und Herausgeber von Werken von Alexander von Humboldt und begründete das historische Forschungsgebiet der Geschichte des wissenschaftlichen Reisens.

## Leben
Hanno Beck war Sohn von Carla Beck, geborene Noeding, der Tochter eines bekannten Mühlenbauers und Generaldirektors, der einen Walzenstuhl erfand, und von Carl Beck, der Fabrikant war und mehrfacher Erfinder (etwa mit Eugen Müller des Aluminiumlots). Hanno Beck machte im Jahre 1942 sein Abitur an der Friedrich-Wilhelm-Schule, einem Reform-Realgymnasium und Oberschule in Eschwege und wurde anschließend zum Kriegsdienst eingezogen. Nachdem er zunächst in amerikanische Gefangenschaft geraten war, studierte er von 1946 bis 1954 Geographie, Erdwissenschaften, Geschichte und Germanistik bei dem Literaturhistoriker Werner Milch und dem Geographen Heinrich Schmitthenner an der Philipps-Universität Marburg. Im Jahr 1951 wurde er dort mit einer Arbeit zur Rolle des Forschungsreisenden Moritz Wagner (1813–1887) in der Geschichte der Geographie zum Doktor der Philosophie promoviert. Nach dem Staatsexamen machte er sein Referendariat an einem Gymnasium in Eschwege, wo er im Anschluss zunächst als Lehrer tätig war. Von 1956 bis 1961 war er Stipendiat der Deutschen Forschungsgemeinschaft. Ab 1961 war er Lehrbeauftragter. Im Jahr 1961 heiratete er Doris Schmidt, mit der er drei Kinder (Friederike, Almut und Carl) hatte. Von 1961 bis 1987 lehrte er an der Universität Bonn Geschichte der Naturwissenschaften. 1962 habilitierte er sich, wurde 1962 Dozent und 1968 Professor an der Universität Bonn für Geschichte der Naturwissenschaft, speziell der Geographie der Reisen und der Erdwissenschaften. 1988 wurde er emeritiert. Von 1966 an war er für mehrere Jahre erneut als Pädagoge tätig, er unterrichtete am Heinrich-Hertz-Gymnasium in Bonn-Bad Godesberg Deutsch und Geographie. 
Von 1970 bis 1972 war er Präsident der Sektion BRD des Weltbundes zum Schutz des Lebens.
2009 erwarb das Leibniz-Institut für Länderkunde die rund 10.000 Bände umfassende Bibliothek Hanno Becks zur Geschichte der Geographie und des Reisens, deren wertvollsten Bestandteil die Humboldt-Sammlung darstellt.

## Forschung zu Alexander von Humboldt
Bereits 1947 begann Beck systematisch zu Alexander von Humboldt zu forschen, zu dem sein erster Aufsatz 1948 in der Werra-Rundschau erschien. Diese Forschungen stellten die Klammer seiner wissenschaftlichen Lebensarbeit dar. Er begründete damit das Forschungsgebiet der Geschichte der wissenschaftlichen Reisen.
Im Rahmen eines Stipendiums der Deutschen Forschungsgemeinschaft von 1956 bis 1961 schrieb er eine umfassende zweibändige Biographie Humboldts, mit der er sich auch habilitierte. Seine umfassende und materialreiche Beschreibung von Leben und Werk des Forschungsreisenden ist die führende Biographie auf diesem Gebiet.
1956 berief die Deutsche Akademie der Wissenschaften zu Berlin Beck in die internationale Alexander-von-Humboldt-Kommission. Zum 100. Todestag Humboldts 1959 hielt Beck den Festvortrag bei der Jubiläumsfeier der Akademie und brachte die von ihm edierten „Gespräche Alexander von Humboldts“ heraus.
Weiterhin verantwortete Beck den Neudruck von Schriften Humboldts, nämlich die drei Bände der Relation historique du Voyage aux Régions équinoxiales du Nouveau Continent (1970), die 30 Bände des Amerikanischen Reisewerkes (1970–1973) sowie die Studienausgabe wichtiger Schriften (1987–1997). Ab 1973 wirkte er als Leiter des Amtes für Forschung der Humboldt-Gesellschaft Mannheim. Zudem war er Protektor der Academia Cosmologia Nova.

## Ehrungen
- Ehrenmitglied der Schweizerischen Gesellschaft für Geschichte der Medizin und Naturwissenschaften (seit 1969)[6]
- Ordentliches Mitglied der Academia Cosmologica Nova (seit 1982)[6]
- Humboldt-Medaille der Deutschen Akademie der Wissenschaften in Berlin (Ost) (1959)[6]
- Euler-Medaille[6] (1957)
- Silberne Carl-Ritter-Medaille der Gesellschaft für Erdkunde zu Berlin (1979)[6]
- Medaille der Alexander von Humboldt-Stiftung (1983)
- Ehrenplakette des Werra-Meißner-Kreises (1983)
- Silberne Medaille der Humboldt-Gesellschaft (1984)[6]
- Humboldt-Plakette der Humboldt-Gesellschaft (1998)[6]
- Goldene Medaille der Humboldt-Gesellschaft (2007)[9]
- Das American Biographical Institute hat ihn zu einer der „hundert faszinierendsten Persönlichkeiten des Jahres 2003“ gewählt.[6]

## Schriften (Auswahl)

### Monografien
- Moritz Wagner in der Geschichte der Geographie. 1951.
- Eschwege. 1956.
- Gespräche Alexander von Humboldts. Berlin 1959.
- Alexander von Humboldt. 2 Bände. Wiesbaden 1959–1961.
- Alexander von Humboldt und Mexico. 1966.
- Germania in Pacifico. 1970.
- Große Reisende – Entdecker und Erforscher unserer Welt. 1971.
- Albert Götting. 1971.
- Geographie. Europäische Entwicklung in Texten und Erläuterungen (= Orbis academicus. Band II/16). Verlag Karl Alber, Freiburg im Breisgau / München 1973, ISBN 3-495-47262-2.
- Eschweger Profile. 1974.
- Hermann Lautensach – Großer Geograph in zwei Epochen. 1974.
- Die Kunst entdeckt einen Kontinent in: Deutsche Künstler in Lateinamerika. Ausstellung: Ibero-Amerikanisches Institut Preußischer Kulturbesitz, Berlin und Paulskirche, Frankfurt am Main, ISBN 3-496-01006-1.
- Carl Ritter. Genius der Geographie. Berlin 1979.
- Große Geographen. Pioniere – Außenseiter – Gelehrte. 1982.
- Alexander von Humboldts Reise durchs Baltikum nach Rußland und Sibirien 1829. Stuttgart 1983; 2. Auflage ebenda 1984; 6. Auflage, Edition Erdmann, Wiesbaden, 2009, ISBN 978-3-86539-807-9.
- Alexander von Humboldts amerikanische Reise. Stuttgart 1985, ISBN 3-522-60540-3; 6. Auflage, Edition Erdmann, Wiesbaden, 2009, ISBN 978-3-86539-806-2.

### Als Herausgeber
- Alexander von Humboldt – Studienausgabe. 7 Bände (erschienen in 10 Bänden). Wissenschaftliche Buchgesellschaft, Darmstadt 1987–1997, ISBN 3-534-03100-8 (mit ausführlichen Anmerkungen und Angaben zur Entstehungs- und Editionsgeschichte der einzelnen Werke im Sinne einer historisch-kritischen Ausgabe); enthält:
  - Band 1: Schriften zur Geographie der Pflanzen. 1989, ISBN 3-534-03101-6.
  - Band 2: Die Forschungsreise in die Tropen Amerikas. 3 Bände, ISBN 3-534-03102-4.
  - Band 3: Cuba-Werk. 1992, ISBN 3-534-03103-2
  - Band 4: Mexico-Werk. 1991,(online) ISBN 3-534-03104-0.
  - Band 5: Ansichten der Natur. 1987, ISBN 3-534-03105-9.
  - Band 6: Schriften zur Physischen Geographie. 1989, (online) ISBN 3-534-03106-7,
  - Band 7: Kosmos. 2 Bände, 1993, ISBN 3-534-03107-5,

Die 2., durchgesehene Ausgabe aller Bände der Studienausgabe erschien 2008 als „Darmstädter Ausgabe“, wiederum bei der Wissenschaftlichen Buchgesellschaft, und ist seit 2014 auch digital als E-Book erhältlich, ISBN 978-3-534-19691-3.

## Trivia
Hanno Beck stellte sich auf die Seite Ryke Geerd Hamers, über den er ein Buch verfasste und den er als Opfer einer Erkenntnisunterdrückung sah.